# Lasary
Le lasary est un type de salade malgache.

## Description
Il s'agit d'un plat d’accompagnement ou comme une garniture dans une baguette. Il est aussi possible de l'ajouter dans le riz et à des brochettes. 
Dans les montagnes, il se compose de haricots verts, de chou, de carottes et d'oignons dans une sauce vinaigrette. Dans les villes, il se compose de mangue et de citron marinés.